# 空になる
『空になる』は、日本のバンド音速ラインのミニアルバムである。2010年7月21日発売。発売元はよしもとアール・アンド・シー。

## 概要
- メジャーデビュー後、初のミニアルバム。インディーズ時代を含めると、『青い世界』以来3枚目のリリースとなる。
- 今作よりよしもとアール・アンド・シーからのリリースとなる。

## 収録曲
1. 夏色の風
  - PVには椿鬼奴が出演している。
2. 原動力
3. 空になる
4. カフカ
5. さよならユニバース
6. もう一度だけ